# آن غاردينر
آن غاردينر (بالإنجليزية: Anne Gardiner)‏ هي ناشِطة أسترالية، ولدت في 18 يونيو 1931 في Gundagai ‏ في أستراليا.